# Arsène Lupin III
Arsène Lupin III fikcijski je lik manga i anime serijala Kazuhika Katōa (poznatijeg pod imenom Monkey Punch), Lupin III.
Lupin III unuk je slavnog francuskog lopova džentlmena, Arsèna Lupina. On je najbolji i najvještiji lopov na svijetu. Može ukrasti što god poželi, ali najčešće krade od zlih i nepoštenih ljudi. Često će Lupin sa svojom družinom zaustaviti planove opasnijih kriminalaca. Naizgled se ponaša šeprtljavo i odaje dojam nesposobnosti, ali to je najčešće samo varka. Iako je bio zatvoren mnogo puta, uvijek uspije pobjeći. Također, privlače ga novi izumi tehnologije, koje često koristi u svojim avanturama. Najveća njegova slabost je prelijepa Fujiko Mine, u koju je Lupin nepovratno zaljubljen, što ga često dovodi u neprilike.
Fizički, Lupin je osoba osrednje fizičke građe, ali može zadati iznenađujuće jak udarac. Nevjerojatno je fleksibilan i brz, njegova koordinacija i refleksi su na razini mačke, zbog godina uvježbavanja u šuljanju i krađi. Također, posjeduje nevjerojatnu vještinu prerušavanja, te možesavršeno imitirati bilo koga, fizički i glasovno, pa čak i žene. Najviše se voli maskirati u inspektora Zenigatu, što Zenigatu najviše ljuti. Još jedna Lupinova vrlina je enciklopedijsko znanje iz raznih područja, poput povijesti, umjetnosti, zemljopisa, astronomije i drugih znanosti. Lupin posjeduje izvrsne lingvističke sposobnosti te može govoriti sve jezike svijeta poput materinjeg jezika. Svo to znanje mu je jako poslužilo kroz sve ove godine. Zna se savršeno snalaziti u prostoru, te ima nevjerojatnu moć opažanja i fotografsko pamćenje.
Iako je Lupin nevaljalac, on je nevaljalac sa srcem, te iz mrzi nepravdu. Svoje zanimanje smatra poštenim, te često naglašava kako osobe od kojih on krade mogu podnijeti gubitak, te da na svijetu postoje gori ljudi od njega. Lupin je suosjećajan, te će uvijek pomoći osobi u nevolji, posebno ako je to kakva zgodna dama. Smatra se zavodnikom, no njegovi uspjesi na ljubavnom planu variraju. U mangi autora Monkey Puncha, Lupin je pravi dokazani zavodnik i šarmer, iako je jedina njegova ljubav, Fujiko, izvan njegova dosega. Ovisno o autoru, njegove vještine se ponešto mjenjaju.

## Alternativna imena
Zbog licenci i drugih razloga Arsène Lupin III se u različitim zemljama svijeta različito i zove.
- Wolf - Ujedinjeno Kraljevstvo
- Rupan - Japan
- Cliff Hanger
- Chase Tracer
- Hardyman - Njemačka
- Aramis Lupin - Meksiko
- Arsenio Lupin - Italija, Španjolska
- Edgar de la Cambriole - Francuska
- Tsonggo - Filipini

## Vanjske poveznice
- Lupinencyclopedia.com
- Absoulteanime.com